# Stephan Lochner

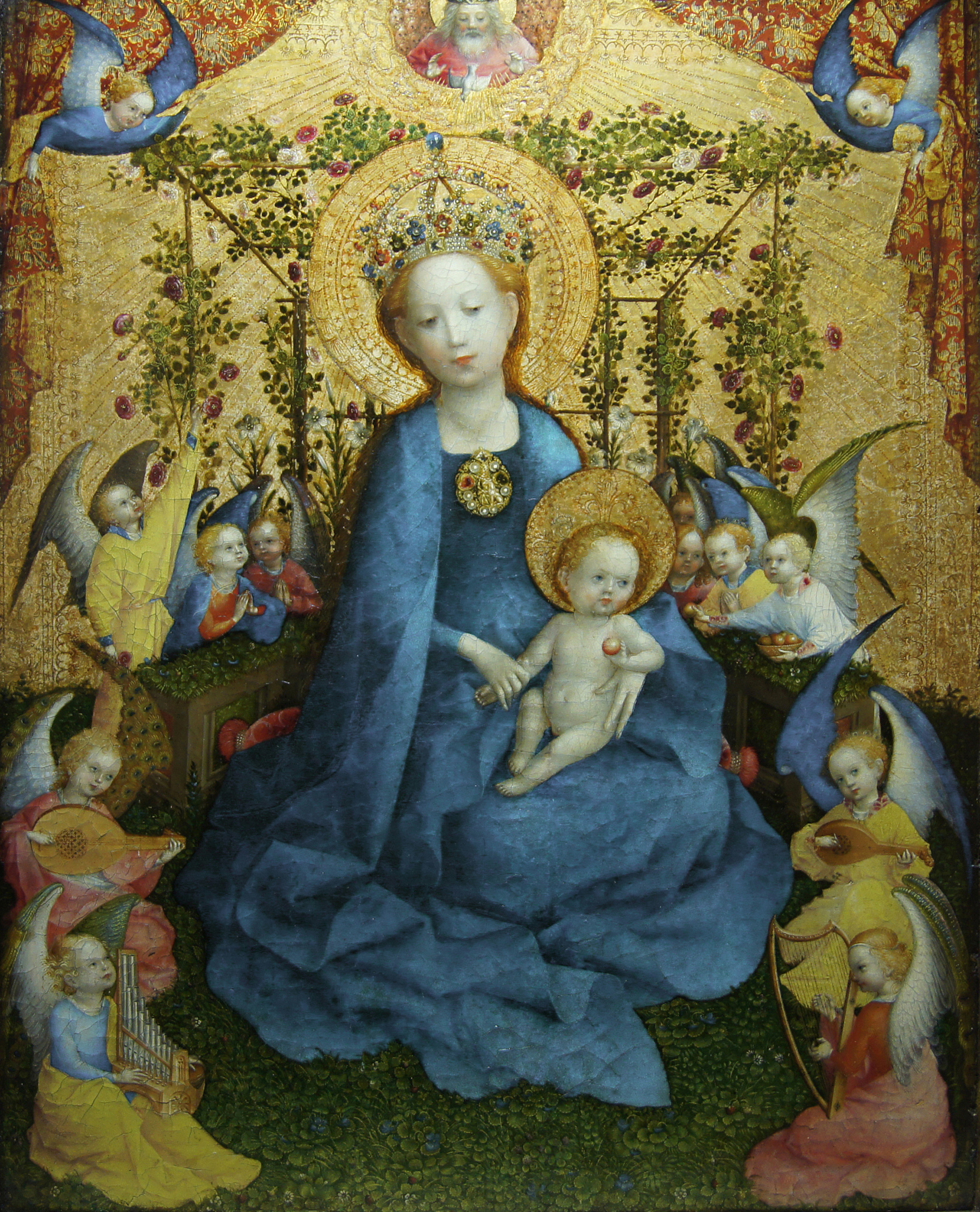
Madonna a rózsalugasban

Stephan Lochner (Meersburg am Bodensee, kb. 1400 és 1410 között– Köln, 1451) német festő, a késő gótikus festészet képviselője.

## Élete és munkássága
1442–1451 között dokumentáltan Kölnben tevékenykedett, de valószínűleg már sokkal korábban ott élt.
Leginkább a szép esésű anyagokba öltöztetett alakjairól ismerhető fel. Életművét nagyfokú természetesség jellemzi, amely a tájak, az alakok, az anyagok és mindenekelőtt az arcok ábrázolásában nyilvánul meg. A kölni városi tanács megbízásából ő készítette a székesegyháznak a város patrónusának az oltárát. A háromszárnyú oltárkép kívül az angyali üdvözletet ábrázolja; belső lapjain középen a trónoló Madonna a gyermek Jézussal, a napkeleti bölcsektől és kíséretüktől körülvéve, jobbról Szent Gedeon a thébai légió élén, balról Szent Orsolya szüzeivel látható. A háromkirályok arca valószínűleg élethűen készült.  
Híres a „Madonna a rózsalugasban”„ című táblaképe, amelyet 1448 körül festett és amely ma a kölni Wallraf-Richartz-Múzeumban található. Bizonyára az ő műve az „Ibolyás Madonna” a kölni érseki múzeumban. Feltűnő, hogy az általa készített képek és rajzok között nincs egyetlen passió sem. 
Fa- és rézmetszeteinek kompozíciói a közép- és kelet-európai késő gótikus táblaképfestészet mintaképei. Figuráinak megformálása visszatükröződik például a csíki szárnyasoltár-táblákon is (Csíkménaság, egykori főoltár, 1543, Budapest, Magyar Nemzeti Galéria).

## Fordítás
- Ez a szócikk részben vagy egészben  a   Stephan Lochner című német Wikipédia-szócikk ezen változatának fordításán alapul.  Az eredeti cikk szerkesztőit annak laptörténete sorolja fel. Ez a jelzés csupán a megfogalmazás eredetét és a szerzői jogokat jelzi, nem szolgál a cikkben szereplő információk forrásmegjelöléseként.